# Diamictita
La diamictita és una roca sedimentaria detrítica que pot trobar-se consolidada o no. Es tracta d'una formada per fragments heteromètrics, és a dir, de mida molt variable (des de grans blocs a partícules de mida argila). Sovint presenta proporcions més elevades d'argila que d'altres mides. La classificació de la roca generalment és pobra. Dins del terme diamictita es classifiquen altres roques segons el seu origen i la seva granulometria: till o til·lita (diamictites d'origen glacial), paraconglomerat, til·loide, argila de blocs i lahar (d'origen volcànic), entre d'altres. El terme diamictita va ser proposat per R.F. Flint l'any 1960.

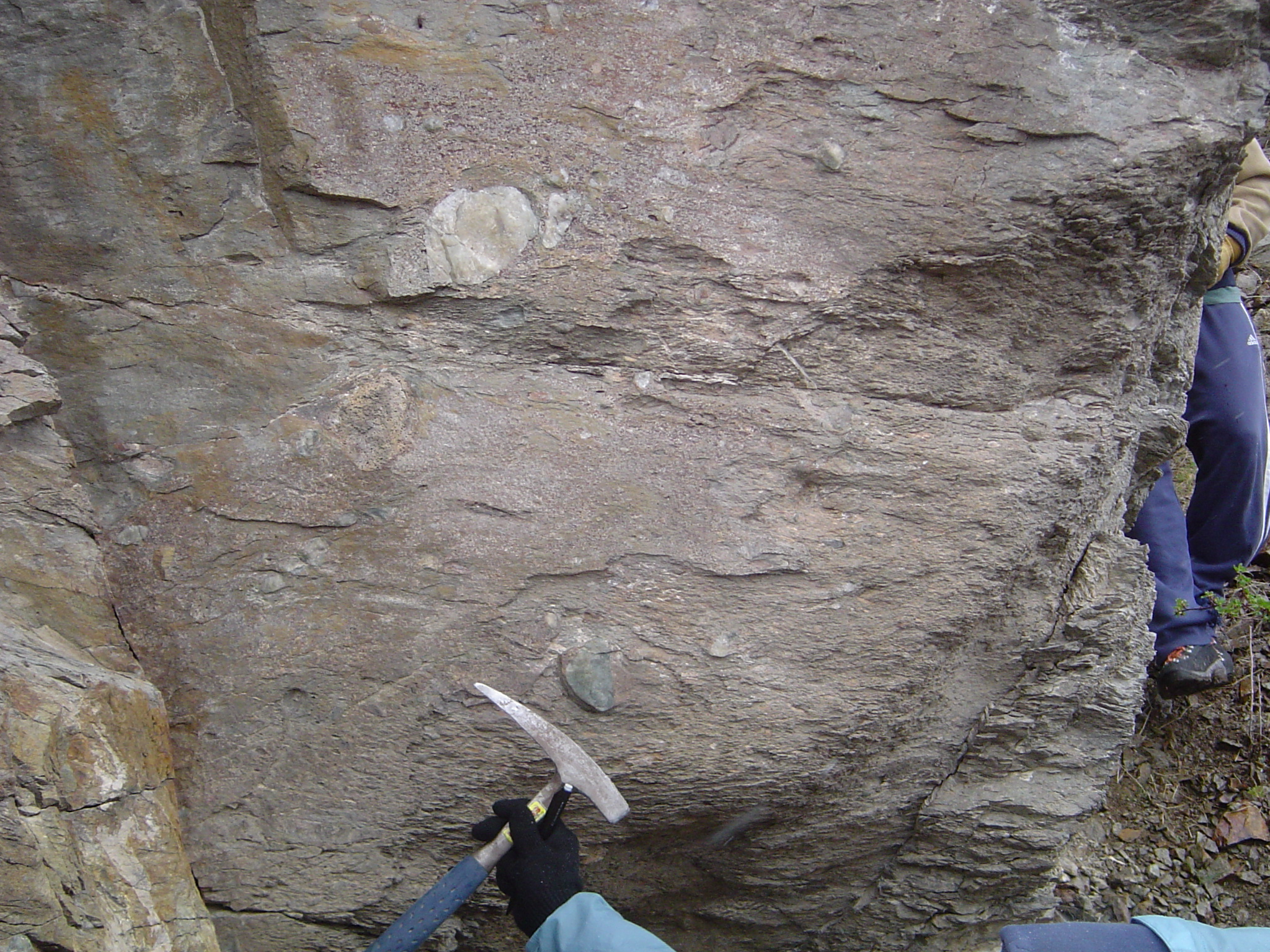
Diamictita de la Formació Pocatello, Idaho, EUA
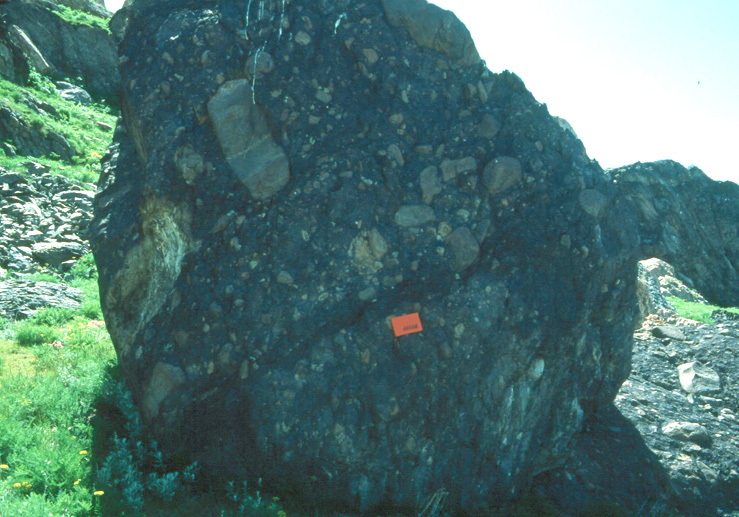
Diamictite de la Formació Mineral Fork, Utah, EUA
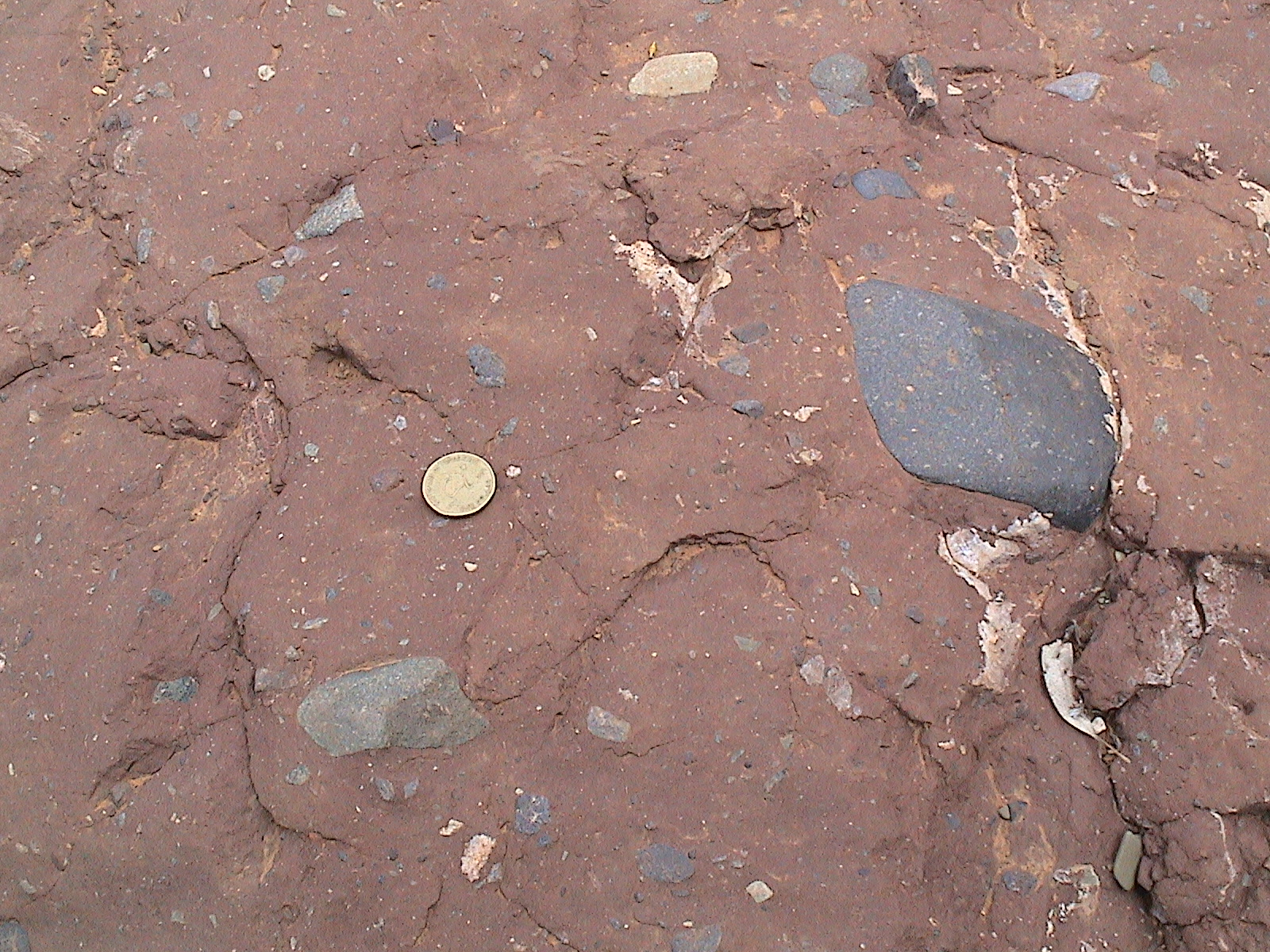
Diamictita de la Formació Elatina